# Melina (Dobretići)
Melina es un pueblo de la municipalidad de Dobretići, en el cantón de Bosnia Central, Bosnia y Herzegovina.

## Superficie
Posee una superficie de 4,42 kilómetros cuadrados.

## Demografía
Hasta 2013 la población era de 196 habitantes, con una densidad de población de 44,3 habitantes por kilómetro cuadrado.